# Acanthisittidae
La familia de los acantisítidos (Acanthisittidae) comprende los acantisitas, pájaros de pequeño tamaño (de 7 a 10 cm), pico fino y puntiagudo, alas cortas y redondeadas y cola muy corta. Su plumaje es poco vistoso. Son parecidos a los chochines de América y Eurasia en aspecto y comportamiento, pero no están emparentados directamente con ellos.
Son endémicos de Nueva Zelanda. Habitan en los bosques (especialmente en los hayedos) y matorrales, desde el nivel del mar hasta el límite de los árboles. Una especie vive en zonas alpinas y subalpinas.
Estudios filogenéticos moleculares han revelado que los acantisítidos son un linaje muy basal dentro de los paseriformes y que se separó del resto hace unos 53 millones de años.

## Especies
- Acanthisitta chloris (Sparrman, 1787) — acantisita verdoso
- Xenicus longipes † (Gmelin, 1789) — acantisita de matorral
- Xenicus gilviventris Pelzeln, 1867 - acantisita roquero
- Xenicus lyalli † (Rothschild, 1894)
- Pachyplichas yaldwyni † Millener, 1988
- Pachyplichas jagmi † Millener, 1988
- Dendroscansor decurvirostris † Millener & Worthy, 1991
- Kuiornis indicator Worthy et al., 2010

†: especie extinta.